# Karel Brada
Karel Brada (3. dubna 1937, Panské Dubenky, okres Jihlava – 2. srpna 2018, Praha) byl český  vysokoškolský pedagog a soudní znalec v oboru strojírenství, autor a spoluautor odborné literatury a učebnic.

## Život
Vystudoval ČVUT v Praze a od roku 1963 pracoval na ČVUT v Praze, strojní fakulta.
Obor habilitačního nebo jmenovacího řízení a udělení vědecké hodnosti:
- 1973 – doc – obor stavba energetických strojů
- 1984 – DrSc.
- 1985 – Prof. – obor hydraulické stroje

Byl přednášejícím a členem oborové rady na Univerzitě Palackého v Olomouci, Přírodovědecká fakulta, obor Fyzika, působil ve VUT Brno, Ústav soudního inženýrství. Byl soudním znalcem v oboru strojírenství, autorem a spoluautorem učebnic pro vysokoškolský obor Hydraulické a pneumatické stroje a obor Čerpadla pro energetiku. Byl spoluautorem realizace projektu šneková turbína.
Zemřel po dlouhé nemoci.